# Castillo de Habsburgo
El castillo de Habsburgo, en alemán Habsburg (el nombre original era “Habichtsburg”, castillo del azor) es un castillo situado en la localidad suiza de Habsburg, cantón de Argovia, cerca del río Aar. Se encuentra a una altitud de 505 metros sobre el nivel del mar, en la cresta alargada de la colina de Wülpelsberg. Fue la sede primitiva de la dinastía de la familia Habsburgo.
El ascenso político de los Habsburgo se inició con la adquisición de posesiones territoriales en torno a este castillo, para llegar a ser la casa real más importante de Europa a partir de fines del siglo XV, muy poco después de perder la posesión de este castillo y todas sus tierras en la actual Suiza. Aunque los Habsburgo no gobernaron estas tierras desde el siglo XV, las armas históricas de los Habsburgo —un león sobre un fondo dorado— continuaron formando parte de su escudo hasta el final del período imperial. La comarca alrededor de este castillo estaba cubierta por bosques y fue deforestada alrededor del año 1500. 

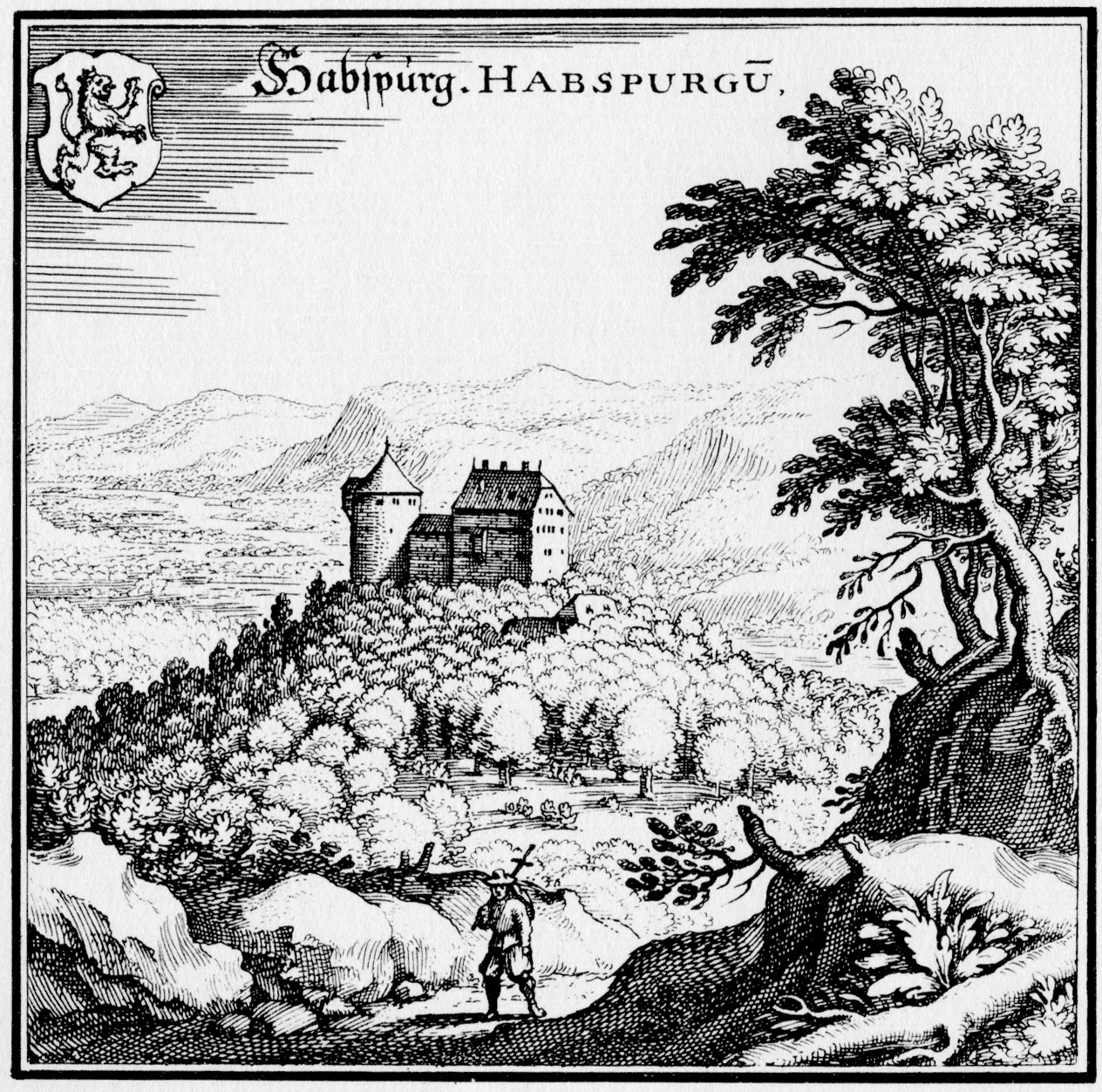
Vista del castillo en la Topographia Helvetiae, Rhaetiae et Valesiae de Matthäus Merian (1642)

El castillo fue construido hacia 1020 o 1030 por el conde Radbot. Su nieto, Otón II de Habsburgo, es el más antiguo miembro de esta familia que se haya documentado y que se llamaba a sí mismo "de Habsburgo", en el año 1108. En varias etapas se fueron agregando otros edificios, transformándolo en un doble castillo y alcanzando su máxima extensión a principios del siglo XIII, con unos 3000 m².
Tras la expulsión de los Habsburgo en 1528, durante la reforma, la mitad oriental del castillo —la parte más antigua— quedó en ruinas y posteriormente se desmoronó. La parte más nueva, considerada la parte trasera del castillo —hacia el oeste— mantuvo su apariencia original. Excepto por unas pocas modificaciones, esta parte del castillo todavía se conserva. En 1948 fue incorporado al inventario de los bienes culturales de importancia nacional de Suiza. El palacio se utiliza como restaurante desde el año 1979, y adjunto se ubica un museo sobre la historia del castillo.
En los años 1978/83 y 1994/95 se excavaron extensas zonas de interés arqueológico en el lugar.